# Надрешітний продукт

Модель процесу грохочення. Надрешітний продукт показано крупними зернами, які рухаються по деці сита і вивантажуються в її кінці.

Надрешітний продукт рос. надрешетный продукт, англ. overflow, oversize fraction, plus material, нім. Siebüberlauf m, Siebübergang m – продукт грохочення, частина класифікованого матеріалу, яка не пройшла через просіюючу поверхню грохота.
Інша назва - Верхній клас.
Протилежне - підрешітний продукт.